# Culicoides jurensis
Culicoides jurensis är en tvåvingeart som beskrevs av Callot, Kremer och Deduit 1962. Culicoides jurensis ingår i släktet Culicoides och familjen svidknott. Inga underarter finns listade i Catalogue of Life.